# Time Machine (Steve Jolliffe)
Time machine is een studioalbum van Steve Jolliffe. Het album bestaat uit een Cd-r en een dvd. Het album bevat een tweetal tracks met elektronische muziek waardoorheen enige nieuwsfragmenten uit het verleden. Onder meer komt de moord op president Kennedy voorbij.

## Musici
- Steve Jolliffe – synthesizers, elektronica

## Muziek
| Nr. | Titel  | Duur  |
| --- | ------ | ----- |
| 1.  | Time 1 | 26:48 |
| 2.  | Time 2 | 31:48 |